# Hjorted
Hjorted is een plaats in de gemeente Västervik in het landschap Småland en de provincie Kalmar län in Zweden. De plaats heeft 338 inwoners (2005) en een oppervlakte van 60 hectare.

## Verkeer en vervoer
Bij de plaats loopt de spoorlijn Hultsfred - Västervik.